# Michael Faraday
Michael Faraday [májkl fêredej], je bil angleški fizik in kemik in član Kraljeve družbe, ki je veliko prispeval k poznavanju elektromagnetizma in elektrokemije, * 22. september 1791, Newington, grofija Surrey, Anglija, † 25. avgust 1867, Hampton Court pri Londonu, Anglija.
Med njegova glavna odkritja spadajo načela elektromagnetne indukcije, diamagnetizma in elektrolize. Čeprav je imel malo formalne izobrazbe, je postal eden od najpomembnejših znanstvenikov v zgodovini. S svojim raziskovanjem magnetnega polja okrog prevodnika, po katerem teče enosmerni električni tok, uveljavil koncept elektromagnetnega polja. Ugotovil je tudi, da magnetizem vpliva na svetlobne žarke in da obstaja temeljna povezava med obema pojavoma. Na podobne način je odkril tudi principe elektromagnetne indukcije, diamagnetizma in zakone elektrolize. Njegovi izumi rotirajočih elektromagnetnih naprav so postavili temelje tehnologije elektromotorjev.  
Kot kemik je Faraday odkril benzen, raziskal klatratni hidrat klora, izumil zgodnjo obliko Bunsenovega gorilnika in sistem oksidacijskih števil ter populariziral izraze, kot so anoda, katoda, elektroda in ion. Faraday je nazadnje postal prvi in najpomembnejši fullerijanski profesor kemije na Kraljevi ustanovi, kar je bil doživljenjski položaj. Faraday je bil eksperimentator, ki je svoje ideje posredoval v jasnem in preprostem jeziku, njegove matematične veščine pa niso segale dlje od trigonometrije in so bile omejene na najpreprostejšo algebro. Faradaya spoznanja je v niz enačb, ki je sprejet kot osnova vseh sodobnih teorij elektromagnetnih pojavov, pretvoril James Clerk Maxwell. Maxwell je o Faradajevi uporabi silnic zapisal, da kažejo, da je bil Faraday "v resnici zelo vešč matematik, po katerem bodo lahko matematiki v prihodnosti izpeljali dragocene in plodne metode". Enota SI za kapacitivnost se v njegovo čast farad. 
Albert Einstein je imel Faradayevo sliko na steni svoje delovne sobe. Ob njej sta bili sliki Arthurja Schopenhauerja in Jamesa Clerka Maxwella. Fizik Ernest Rutherford je nekoč izjavil: "Če upoštevamo razsežnost in obseg njegovih odkritij ter njihov vpliv na napredek znanosti in industrije, ni za Faradaya nobena čast previsoka".

## Življenje

### Mladost
Michael je bil tretji od štirih otrok Margarete in Jamesa Faradaya, ki je bil ob Michaelovem rojstvu kovaški vajenec v Londonu. Družina ni imela denarja za šolanje otrok, zato je mladi Michael hodil v šolo le toliko, da se je naučil brati in pisati, potem pa se je izobraževal sam.
Leta 1805 je s štirinajstimi leti postal vajenec pri  knjigovezu in prodajalcu knjig Georgeu Riebau. Med svojim sedemletnim vajeništvom je Faraday prebral veliko knjig, vključno z Izboljšanjem uma Isaaca Wattsa, in navdušeno izvajal načela in predloge, ki jih vsebuje knjiga. V tem obdobju je Faraday razpravljal s svojimi kolegi v Mestnem filozofskem društvu, kjer je obiskoval predavanja o različnih znanstvenih temah. Na znanstvenem področju ga je zanimala predvsem elektrika.  Faradaya je še posebej navdihnila knjiga Jane Marcet Pogovori o kemiji.

### Začetek kariere
Leta 1812 je pri dvajsetih letih in ob koncu vajeništva obiskoval predavanja uglednega angleškega kemika Humphryja Davyja iz Kraljeve družbe ter  Johna Tatuma, ustanovitelja Mestne filozofske družbe. Veliko vstopnic za ta predavanja je Faradayu podaril William Dance, eden od ustanoviteljev Kraljeve filharmonične družbe. Faraday je nato Davyju poslal 300 strani dolgo knjigo, ki je temeljila na zapiskih z omenjenih predavanj. Davyjev odgovor je bil takojšen, prijazen in naklonjen. Leta 1813 si je Davy v nesreči z dušikovim trikloridom poškodoval vid in se odločil zaposliti Faradaya kot pomočnika. 1. marca 1813 je bil Faraday imenoval za kemijskega asistenta na Kraljevi ustanovi. Davy ja Faradayu zelo kmalu zaupal pripravo vzorcev dušikovega triklorida. V eksploziji te zelo občutljive snovi sta bila kasneje oba poškodovana.
Faraday se je 12. junija 1821 poročil s Sarah Barnard (1800–1879), s katero nista imela otrok. Bil je pobožen kristjan in je po poroki služil kot diakon in dva mandata kot starešina v sandemanski cerkvi na Pavlovi aleji v Barbicanu.

### Priznanja
Junija 1832 je Univerza v Oxfordu Faradayu podelila naziv častnega doktorja civilnega prava. Ponudili so mu tudi viteški naslov kot priznanje za njegove zasluge v znanosti, ki ga je zavrnil iz verskih razlogov, saj je verjel, da je kopičenje bogastva in iskanje posvetnih nagrad v nasprotju z naukom Svetega pisma, in izjavil, da bi "do konca življenja raje ostal običajen gospod Faraday". Leta 1824 je bil izvoljen za člana Kraljeve družbe in dvakrat zavrnil položaj njenega predsednika. Leta 1833 je postal prvi fullerijanski profesor kemije na Kraljevi ustanovi.
Leta 1832 je bil Faraday izvoljen za tujega častnega člana Ameriške akademije umetnosti in znanosti.  Leta 1838 je bil izvoljen za tujega člana Kraljeve švedske akademije znanosti in leta 1840 v Ameriško filozofsko društvo. Bil je tudi eden od osmih tujih članov, izvoljenih v Francosko akademijo znanosti leta 1844.  Leta 1849 je bil izvoljen za pridruženega člana Kraljevega nizozemskega inštituta, ki je dve leti kasneje postal Kraljeva nizozemska akademija znanosti in umetnosti. Na tej ustanovi je postal tuji član. 
Faraday je leta 1839 doživel živčni zlom, vendar je sčasoma ozdravel in se vrnil k svojim raziskavam elektromagnetizma. Leta 1848 je bil s posredovanjem princa Alberta nagrajen s palačo Hampton Court v Middlesexu brez vseh stroškov in vzdrževanja. Hiša se je kasneje imenovala Faradayeva hiša, zdaj pa št. 37 Hampton Court Road. Faraday se je tja preselil ob upokojitvi lete 1858.
Veliko je sodeloval z britansko vlado, svoje svetovanje v proizvodnji kemičnega orožja za uporabo v krimski vojni (1853–1856) pa je iz etičnih razlogov zavrnil. 

### Smrt
Umrl je v svoji hiši v Hampton Courtu 25. avgusta 1867, star 75 let. Nekaj let pred smrtjo je zavrnil ponudbo, da bi bil pokopan v Westminstrski opatiji. V bližini groba Isaaca Newtona ima kljub temu svojo spominsko ploščo. Pokopan je bil na prostoru za neanglikanske disidente na pokopališču Highgate v Londonu.

## Znanstveni dosežki

### Kemija
V kemiji se je Faraday kot asistent Humphryja Davyja sprva ukvarjal s preučevanjem klora. Leta 1820 je v laboratoriju kot prvi sintetiziral heksakloroetan (C2Cl6), ki ga je pridobil s kloriranjem etena (C2H4), in ogljikovega tetraklorida (CCl4), ki ga je dobil z razgradnjo prvega. Rezultate je objavil leta 1820.
Leta 1823 je odkril metodo za utekočinjanje plinov, kot so ogljikov dioksid (CO2), vodikov sulfid (SH2), vodikov bromid (HBr) in klor (Cl2), ki jih je utekočinil z zvišanjem tlaka. Utekočinjenje plinov je pripomoglo k ugotovitvi, da so plini hlapi tekočin z zelo nizkim vreliščem. Prvi je v laboratoriju dosegel temperaturo pod O°F (~ -18°C). Največji prispevek organski kemiji je dal leta 1825 z odkritjem benzena (C6Cl6), ki ga je imenoval bikarburet vodika. 
Izvedel je prve grobe poskuse difuzije plinov, pojava, na katerega je prvi opozoril John Dalton. Fizični pomen tega pojava sta podrobneje razkrila Thomas Graham in Josef Loschmidt. Faradayju je uspelo  raziskati nekaj jeklenih zlitin in izdelati več novih vrst optičnega stekla. Ena od njegovih čaš je kasneje postala zgodovinska: z njo je v magnetnem polju v dokazal rotacijo ravnine polarizirane svetlobe. Čaša  je bila tudi prva dokazana diamagnetna snov, se pravi snov, ki iz sebe izriva magnetno polje.
Faraday je izumil zgodnjo obliko tega, kar naj bi kasneje postalo Bunsenov gorilnik, ki je kot priročen vir toplote še vedno v rabi v laboratorijih po vsem svetu.
Določil je tudi sestavo klorovega hidrata, ki ga je leta 1810 odkril Humphry Davy. Zaslužen je za odkritje zakonov elektrolize in popularizacijo izrazov, kot so anoda, katoda, elektroda in ion, ki jih je v veliki meri predlagal William Whewell. 
Faraday je bil tudi prvi, ki je odkril, da vsebujejo kovine tudi manjše delce, ki so jih kasneje dokazali in poimenovali nanodelci. Leta 1847 je odkril, da se optične lastnosti  koloidov zlata razlikujejo  od optičnih lastnosti kovine same. To je bilo verjetno prvo evidentirano opazovanje na kvantni ravni in se lahko šteje za rojstvo nanotehnike.

### Elektrika in magnetizem
Faraday je najbolj znan po svojem delu o elektriki in magnetizmu. Njegov prvi zabeleženi poskus je bila izdelava enostavne baterije, sestavljene iz sedmih bakrenih novčičev za pol penija in sedmih enako velikih okroglih ploščic cinka, ločenih s papirjem, navlaženim z raztopino soli. S to baterijo je uspel leta 1812 razgraditi magnezijev sulfat (MgCl2).  
Leta 1821, kmalu po tem, ko je danski fizik in kemik Hans Christian Ørsted odkril pojav elektromagnetizma, sta Davy in William Hyde Wollaston poskušala skonstruirati elektromotor, vendar jima ni uspelo. Faraday je po pogovoru o problemu z obema možema izdelal dve napravi, ki ju je imenoval "elektromagnetna rotacija". Ena od njiju, zdaj znana kot homopolarni motor, je povzročila neprekinjeno krožno gibanje zaradi krožne magnetne sile okoli vodnika, ki se je razširila v živo srebro, na katerem je plaval magnet. Ti poskusi in izumi so bili temelj sodobne elektromagnetne tehnologije. Faraday je v svojem navdušenju objavil rezultate kot svoje, ne da bi priznal prispevke  Wollastona ali Davyja. Znotraj Kraljeve družbe je nastala polemika, ki je zaostrila njegov odnos z Davyjem in morda ugodno prispevala k Faradayjevi usmeritvi k drugim dejavnostim. Preusmeritev je za nekaj let prekinila njegovo sodelovanje v elektromagnetnih raziskavah.
Po svojem začetnem odkritju leta 1821 je Faraday nadaljeval svoje laboratorijsko delo, raziskoval elektromagnetne lastnosti materialov in pridobival potrebne izkušnje. Leta 1824 je  sestavil vezje, da bi preučil, ali lahko magnetno polje uravnava tok tok v sosednjem vodniku, vendar takšne povezave ni odkril. Poskusu je sledilo podobno delo s svetlobo in magneti, začeto pred tremi leti, ki je dalo enake rezultate. V naslednjih sedmih letih je veliko časa porabil za izpopolnjevanje sestave optičnega stekla, svinčevega borosilikata, ki ga je uporabljal v svojih kasnejših študijah povezav svetlobe z magnetizmom. V prostem času je objavljal članke o svojih  eksperimentih v optiki in elektromagnetizmu, si dopisoval z znanstveniki, ki jih je srečal na svojih potovanjih po Evropi, med njimi z Amperom, Aragojem in Ørstedom.
Dve leti po Davyjevi smrti, leta 1831, je začel dolg niz poskusov, v katerih je odkril elektromagnetno indukcijo. Preboj se je zgodil, ko je na železnem obroču navil dve tuljavi iz električno izolirane žice in ugotovil, da se ob prehodu toka skozi prvo tuljavo v drugi tuljavi inducira električna napetost. Pojav se zdaj imenuje induktivnost. Njegova naprava z železnim obročem je še vedno na ogled v Kraljevi ustanovi. V naslednjih poskusih je ugotovil, da po vodniku steče električni tok, če se magnet premakne skozi žično zanko. Tok je stekel tudi med premikanjem zanke čez mirujoči magnet. Njegove eksperimenti so pokazali, da spreminjajoče se magnetno polje proizvaja električno polje. Razmerje med njima je matematično modeliral James Clerk Maxwell kot Faradayev zakon, ki je kasneje postal ena od štirih Maxwellovih enačb. Njihova posplošitev je danes znana kot teorija polja. Faraday je pozneje vse odkrite principe uporabil za izdelavo električnega dinama, prednika sodobnih električnih generatorjev in elektromotorjev. 
Leta 1832 je dokončal vrsto eksperimentov, namenjenih raziskovanju temeljne narave elektrike. V svojih raziskavah elektrostatične privlačnosti, elektrolize, magnetizma itd. je uporabil elektrostatično, kemično (baterije) in "živalsko elektriko". Ugotovil je, da so delitve med različnimi vrstami elektrike navidezne in v nasprotju z znanstvenim mnenjem tistega časa.   Namesto tega je predlagal, da obstaja samo ena sama "elektrika" in da so spreminjajoče se vrednosti količine in jakosti (tok in napetost) posledice različnih skupin pojavov.
Proti koncu svoje kariere je Faraday ugotovil, da se elektromagnetne sile širijo tudi v prazen prostor okoli prevodnika. To zamisel so njegovi kolegi znanstveniki zavrnili in Faraday ni dočakal, da bi znanstvena skupnost na koncu njegovo ugotovitev sprejela. Faradayev koncept silnic, ki izhajajo iz nabitih teles in magnetov, je omogočil vizualizacijo električnih in magnetnih polj. Ta konceptualni model je bil ključnega pomena za uspešen razvoj elektromehanskih naprav, ki so prevladovale v tehniki in industriji do konca 19. stoletja.

## Diamagnetizem
Leta 1845 je Faraday odkril, da številni materiali odbijajo magnetno polje. Pojav je poimenoval diamagnetizem.
Faraday je odkril tudi pojav, da je ravnino linearno polarizirane svetlobe mogoče zasukati z uporabo zunanjega magnetnega polja, poravnanega s smerjo, v kateri se giblje svetloba. Pojav se zdaj imenuje Faradayev pojav. Septembra 1845 je v svoj delovni zvezek zapisal: "Končno mi je uspelo osvetliti magnetno krivuljo [vektor polja] ali silnico in magnetizirati svetlobni žarek".
Kasneje je Faraday leta 1862 uporabil spektroskop za iskanje drugih sprememb svetlobe, na primer spektralnih črt, zaradi zunanjega magnetnega polja. Oprema, ki mu je bila na voljo, ni bila dovolj dobra za določitev sprememb spektra. Pieter Zeeman je kasneje isti pojav preučeval z izboljšano napravo in rezultate objavil leta 1897. Za svoj uspeh je leta 1902 prejel Nobelovo nagrado za fiziko. Tako v svojem članku iz leta 1897 kot v govoru ob podelitvi Nobelove nagrade se je Zeeman skliceval na Faradayevo delo.

### Faradayeva kletka
Faraday je v svojem preučevanju statične elektrike v poskusu z vedrom za led pokazal, da je naboj le na zunanji strani nabitega prevodnika in da zunanji naboj ne vpliva na vse, kar je v prevodniku. Zunanji naboji se namreč prerazporedijo tako, da se notranja polja, ki izhajajo iz njih, med seboj izničijo. Ta zaščitni učinek je uporabil v tako imenovani Faradayevi kletki. Januarja 1836 je na štiri steklene nosilce postavil lesen okvir s s stranico 3,6 m, dodal papirnate stene in preko njih žično mrežo. Nato je stopil v okvir in ga naelektril. S tem, da se mu ni nič zgodilo, je dokazal, da je elektrika sila, ne tekočina, kot so takrat verjeli.

## Kraljeva ustanova in javno delovanje
Faraday je dolgo sodeloval s Kraljevo ustanovo Velike Britanije. Leta 1821 je bil imenovan za pomočnika upravnika Hiše Kraljeve ustanove. Leta 1824 je bil izvoljen za člana Kraljeve družbe. Leta 1825 je postal direktor laboratorija Kraljeve ustanove. Šest let kasneje, leta 1833, je postal prvi fullerijanski profesor kemije na Kraljevi ustanovi. Na ta položaj je bil imenovan dosmrtno brez obveznosti predavanj. Njegov sponzor in mentor je bil John 'Nori Jack' Fuller, ki je ta položaj v Kraljevi ustanovi ustanovil prav zanj.
Poleg znanstvenega raziskovanja na področjih kemije, elektrike in  magnetizma v Kraljevi ustanovi, se je Faraday lotil številnih in pogosto zamudnih projektov za zasebna podjetja in britansko vlado. Preiskoval je eksplozije v rudnikih premoga, bil izvedenec na sodišču in s še dvema inženirjema iz Chance Brothers okoli leta 1853 pripravljal visokokakovostno optično steklo, ki so ga v Chance Brothers potrebovali za svoje svetilnike. Leta 1846 je skupaj s Charlesom Lyellom napisal dolgo in podrobno poročilo o resni eksploziji v premogovniku v Haswellu v okrožju Durham, ki je ubila 95 rudarjev. Njuno poročilo je bila natančna forenzična preiskava, ki je pokazala, da je k resnosti eksplozije prispeval premogov prah. Faraday je med poročanjem opisal, kako lahko prezračevanje to prepreči. Poročilo bi moralo lastnike premogovnika opozoriti na nevarnost eksplozije premogovega prahu, vendar je bilo tveganje zavestno prezrto več kot 60 let do katastrofe v rudniku Senghenydd leta 1913.
Kot cenjen znanstvenik v državi z močnimi pomorskimi interesi je Faraday porabil veliko časa za projekte, kot sta gradnja in delovanje svetilnikov ter zaščita trupov ladij pred korozijo. Njegova delavnica še vedno stoji na Trinity Buoy Wharf nad Chain and Buoy Store ob edinem svetilniku v Londonu, kjer je izvedel prve poskuse električne razsvetljave za svetilnike.
Faraday je bil dejaven tudi na področju, ki se danes imenuje okoljska znanost ali okoljsko inženirstvo. Raziskoval je industrijsko onesnaženje v Swanseaju in svetoval glede  onesnaženosti zraka v Kraljevi kovnici. Julija 1855 je za The Times napisal članek o slabem stanju reke Temze, kar je povzročilo pogosto ponatisnjeno karikaturo v Punchu.
Faraday je sodeloval pri načrtovanju in ocenjevanju eksponatov za Veliko razstavo leta 1851 v Londonu, svetoval Narodni galeriji pri čiščenju in varovanju njene umetniške zbirke in bil leta 1857 član komisije Narodne galerije. Še eno od področij Faradayjevega delovanja je bilo izobraževanje.  O tej temi je predaval leta 1854 v Kraljevi ustanovi, leta 1862 pa je nastopil pred komisijo javnih šol, da bi podal svoje poglede na izobraževanje v Veliki Britaniji. Faraday je imel negativen odnos do navdušenja javnosti nad seansami, na katerih so ljudje, sedeči okoli mize z rokami na njej čakali, da se bo zavrtela, živalskega magnetizma in seans na sploh. V zvezi s tem je  grajal tako javnost kot nacionalni izobraževalni sistem.
Pred svojimi slavnimi božičnimi predavanji je Faraday v letih 1816 do 1818 predaval kemijo za Mestno filozofsko družbo, da bi izboljšal kakovost svojih predavanj.
Med letoma 1827 in 1860 je imel v Kraljevi ustanovi v Londonu serijo devetnajstih božičnih predavanj za mlade, ki se nadaljujejo še danes. Cilj predavanj je bil predstaviti znanost širši javnosti v upanju, da jo bodo navdihnila in ustvarili dohodke za Kraljevo ustanovo. Božična predavanje so bila pomembni dogodki na koledarju londonske visoke družbe. V več pismih svojemu tesnemu prijatelju Benjaminu Abbottu je Faraday orisal svoja priporočila o umetnosti predavanj in zapisal, da je treba "na začetku prižgati plamen in ga do konca ohraniti živega in neomajno sijajnega". Njegova predavanja so bila vesela in mladostna, z veseljem je polnil milne mehurčke z raznimi plini, da bi ugotovil, ali so magnetni ali ne, vendar tudi globoko filozofska. Njegova predavanja so vsebovala teme s področja kemije in elektrike in sicer: 1841: Začetki kemije, 1843: Osnovni principi elektrike, 1848: Kemijska zgodovina sveče, 1851: Privlačne sile, 1853: Voltaična elektrika, 1854: Kemija zgorevanja, 1855: Posebne lastnosti običajnih kovin, 1857: Statična elektrika, 1858: Kovinske lastnosti in 1859: Različne sile snovi in njihovi medsebojni odnosi.

## Priznanja
Eden največjih eksperimentalnih znanstvenikov vseh časov je zavrnil plemiški naslov in predsedovanje Kraljevi družbi, ker se je bal, da bi take časti uničile njegovo neodvisnost in intelektualno svobodo.

### Nagrade
Za svoje znanstvene dosežke je Faraday leta 1832 in 1838 prejel Copleyjevi medalji Kraljeve družbe. Leta 1835 in 1846 je prejel njeni Kraljevi medalji. Leta 1846 je prejel Rumfordovo medaljo.

### Po Faradayu poimenovane nagrade
V čast in spomin na njegove velike znanstvene prispevke je več ustanov ustanovilo nagrade in priznanja z njegovim imenom. Mednje spadajo: 
- Faradayeva medalja, ki jo podeljuje Inštitut za inženiring in tehnologijo[78]
- Faradayeva nagrada Kraljeve družbe[79]
- Medalja in nagrada Michaela Faradaya, ki ju podeluje Inštitut za fiziko[80]
- Faradayeva lektorska nagrada Kraljevega kemijskega združenja[81]